# 須賀川市立小塩江中学校
須賀川市立小塩江中学校（すかがわしりつ おしおえちゅうがっこう）は、福島県須賀川市に所在する市立中学校。

## 沿革
- 1947年 - 小塩江村立中学校創設
- 1954年3月31日 - 市町村合併に伴い須賀川市立小塩江中学校と改称

## 教育目標
- 「健康」 - 心身を鍛え根気強い生徒
- 「友愛」 - 親切で協力する生徒
- 「進取」 - 進んで学びあう生徒

## 所在地
福島県須賀川市塩田字中丸木85

## 部活動
- 野球部（男子のみ）
- 卓球部（女子のみ）
- 特設陸上部（3 - 5月まで）
- 特設駅伝部（7 - 9月まで）

## リンク
- 須賀川市立小塩江中学校